# David Nagel
David „CHEF-KOCH“ Nagel (* 31. Oktober 1981) ist ein ehemaliger deutscher E-Sportler. Er erreichte seit 2003 in den Disziplinen Counter-Strike und Counter-Strike: Global Offensive Erfolge. Zwischendurch arbeitete er als E-Sport-Kommentator für den deutschsprachigen  Livestream-Kanal TaKeTV.

## Karriere
Nagel erreichte bereits im Jahr 2003 mit dem Team HFD den zweiten Platz bei der ESL Pro Series, dem Vorläufer der ESL Meisterschaft. Von 2006 bis 2008 spielte Nagel bei Alternate Attax. Mit diesem Team gewann er drei Mal die ESL Pro Series. International war Nagel Teil des Siegerteams der Finals der World Series of Video Games 2006 in New York City.

## Erfolge
Dies ist ein Ausschnitt der Erfolge von Nagel. Da Counter-Strike in Wettkämpfen stets in Fünfer-Teams gespielt wird, beträgt das persönliche Preisgeld ein Fünftel des gewonnenen Gesamtpreisgeldes des Teams.
| Jahr | Platz | Turnier                                    | Team            | Preisgeld |
| ---- | ----- | ------------------------------------------ | --------------- | --------- |
| 2003 | 2.    | ESL Pro Series Germany Season III          | HFD             | 01.000 €  |
| 2006 | 1.    | ESL Pro Series Germany Season VIII         | Alternate Attax | 03.000 €  |
| 2006 | 3.    | ESWC 2006                                  | Alternate Attax | 04.800 $  |
| 2006 | 2.    | WSVG Intel Summer Championship 2006        | Alternate Attax | 05.400 $  |
| 2006 | 1.    | WSVG Finals 2006                           | Alternate Attax | 10.000 $  |
| 2007 | 1.    | ESL Pro Series Germany Season X            | Alternate Attax | 03.000 €  |
| 2007 | 3.    | Intel Challenge Cup 2007                   | Alternate Attax | 01.400 $  |
| 2007 | 1.    | ESL Pro Series Germany Season XI           | Alternate Attax | 03.000 €  |
| 2008 | 3.    | IEM 2008                                   | Alternate Attax | 03.000 $  |
| 2008 | 2.    | ENC 2008                                   | Deutschland     | 01.400 €  |
| 2013 | 2.    | ESL Pro Series Germany: Spring Season 2013 | dotpiXels       | 0500 €    |